# Кјуба (Илиноис)
Кјуба (енгл. Cuba) град је у америчкој савезној држави Илиноис. По попису становништва из 2010. у њему је живело 1.294 становника.

## Демографија
Према попису становништва из 2010. у граду је живело 1.294 становника, што је 124 (8,7%) становника мање него 2000. године.
| Група             | 2000.         | 2010.         |
| Белци             | 1.394 (98,3%) | 1.258 (97,2%) |
| Афроамериканци    | 3 (0,2%)      | 5 (0,4%)      |
| Азијати           | 2 (0,1%)      | 1 (0,1%)      |
| Хиспаноамериканци | 8 (0,6%)      | 24 (1,9%)     |
| Укупно            | 1.418         | 1.294         |